# Loïc Perizzolo
Loïc Perizzolo é um corredor ciclista suíço, nascido em 20 de outubro de 1988 em Veyrier no Genebra. Especialista da pista, tem conseguido sobretudo a classificação geral da copa do mundo de omnium durante a temporada de 2012-2013 e o Campeonato Europeu de corrida de eliminação em 2016.

## Biografia
Em 2005, Loïc Perizzolo termina terceiro da scratch nos campeonatos mundiais juniores a Viena. Em 2006, com Maxime Bally, consegue a Dortmund uma corrida da UIV Cup, a competição júnior das corridas de seis dias. Em 2007, classifica-se terceiro do Campeonato Europeu de corrida às americanas esperanças com Bally. Em 2010, é com Franco Marvulli campeão da Suíça da americana, após ter obtido vários pódios nos anos precedentes. Durante a Copa do mundo em pista 2012-2013, termina primeiro na classificação geral da omnium. Entre 2010 e 2017, consegue ao total oito títulos nacionais em pista.
Em 2016, em Saint-Quentin-en-Yvelines, consagra-se campeão da Europa da corrida por eliminação.
Em agosto de 2019, anuncia a sua saída e reforma da equipa nacional em pista. A ver com os problemas de saúde destas últimas temporadas, já não se sente à altura de encontrar o seu nível. Anuncia que por paixão continua disputando corridas na estrada e na pista.

## Palmarés em pista

### Campeonatos mundiais
- Viena 2005 (juniores)
  -  Medalha de bronze do scratch juniores
- Melbourne 2012
  - 11.º da perseguição por equipas
- Minsk 2013
  -     - 8.º da perseguição por equipas

  - 11.º do omnium
- Hong Kong 2017
  -     - 6.º da perseguição por equipas[3]

### Copa do mundo
- 2011-2012
  - Classificação geral da americana
  - 2.º da americana em Astana
  - 3.º da americana em Cali
- 2012-2013
  - Classificação geral de omnium
  - 2.º da perseguição por equipas em Aguascalientes
  - 3.º da perseguição por equipas em Cali
  - 3.º do omnium em Cali
- 2013-2014
  - 2.º da perseguição por equipas em Guadalajara

### Campeonato Europeu
| Edição / Prova                    | Perseguição por equipas | Scratch | Corrida à americana       | Corrida à eliminação |
| Cottbus 2007 (esperanças)         |                         |         | Bronze (com Maxime Bally) |                      |
| Pruszkow 2008 (esperanças)        |                         |         | 6.º                       |                      |
| San Petersburgo 2010 (esperanças) |                         | 4.º     | 8.º                       |                      |
| Apeldoorn 2011                    |                         |         | 9.º                       |                      |
| Saint-Quentin-en-Yvelines 2016    |                         |         | 8.º                       | Ouro                 |
| Berlim 2017                       | 7.º                     |         |                           | 4.º                  |
| Glasgow 2018                      |                         |         |                           | 4.º                  |

### Campeonato da Suíça
| - 2007 - 2.º do americana - 3.º do scratch - 2008 - 2.º do americana - 2009 - 2.º da perseguição por equipas - 2.º do american - 2010 - Campeão da Suíça da americana (com Franco Marvulli) - 3.º do scratch - 2011 - 2.º do americana - 3.º do scratch - 2012 - Campeão da Suíça de perseguição por equipas (com Olivier Beer, Damien Corthésy e Tino Eicher) - 2.º da corrida por pontos - 2.º da perseguição - 2.º do scratch | - 2013 - 2.º do omnium - 2014 - Campeão da Suíça da americana (com Frank Pasche) - 2015 - Campeão da Suíça do scratch - Campeão da Suíça de corrida por eliminação - 3.º do quilómetro - 3.º do americana - 2016 - Campeão da Suíça do quilómetro - Campeonato da Suíça de ciclismo em pista#Corrida por eliminação Campeão da Suíça de corrida por eliminação - 2.º do americana - 2017 - Campeão da Suíça de scratch - 2018 - 2.º da corrida por eliminação |

### Outras competições
- 2012
  - Três Dias de Aigle (com Kilian Moser)
- 2014
  - Três Dias de Genebra (com Morgan Kneisky)
- 2015
  - Três Dias de Genebra (com Achim Burkart)
  - Grande prêmio de Saint-Denis
  - Grande Prêmio de Saint-Quentin-en-Yvelines (Com Claudio Imhof)
- 2016
  - Tournée de 4 Pistes (com Claudio Imhof)
  - 4 Dias de Genebra (com Achim Burkart)
  - Grande Prêmio de Saint-Quentin-en-Yvelines
  - Troféu Car Anadìa (com Frank Pasche)
- 2017
  - Tournée de 4 Pistes (com Frank Pasche)
  - 4 Dias de Genebra (com Tristan Marguet)